# 高橋秀
高橋 秀（たかはし しゅう、1930年〈昭和5年〉6月30日 - ）は、日本の画家、版画家、彫刻家。元独立美術協会会員、倉敷芸術科学大学名誉教授、文化功労者。本名は髙橋 秀夫（たかはし ひでお）。本名の姓の「髙」 はいわゆる「はしごだか」であるが、筆名の姓の「高」 はいわゆる「くちだか」である。

## 人物
広島県立府中中学校（現、広島県立府中高等学校）を卒業後に化粧品の訪問販売をしながら絵を描いていた頃（1948年）、終戦後に府中町（現、広島県府中市）に疎開していた二科会の画家、北川実のアトリエに出入りするようになる。そこで北川の油彩画、およびピカソやマティスの画集を目にして、美術の世界に目覚める。

高橋は1959年の第3回安井賞候補新人展、翌年の第4回展に安井賞候補として出品した後、1961年に3回目の候補となり《月の道》でようやく安井賞を受賞した。その頃、高橋は、マチエールの探求をしていて受賞作は模索の途上で不本意の部分もあったため受賞の辞退も考えていたが、家族の喜びように押される形で受賞の決意をした。受賞後に複数の画廊から作品（受賞作のような作品）の注文が舞い込み、充分にそれに応えられなくなり、やがてスランプに陥る。
高橋は、1960年代初頭からルーチョ・フォンタナの空間主義に影響を受けていたが、1967年10月、ローマのマルボロー画廊でフォンタナの個展オープニング・パーティーが開かれた時、高橋はフォンタナと直接話をし、ミラノに来ることがあれば、アトリエに寄るよう」に言われたという。
1979年、友人の版画家池田満寿夫に請われ池田満寿夫原作、監督の映画「エーゲ海に捧ぐ」の美術監督を務めた。

## 来歴
1930 年(昭和5年）　広島県芦品郡網引村字宮内（現・福山市新市町宮内）に生まれる。
1950 年（昭和25年）　武蔵野美術学校に入学、半年後退学。
1951 年（昭和26年）　独立美術協会の緑川広太郎宅に居候、制作の手解きを受ける。
1957 年（昭和32年）　この頃から古茂田守介、駒井哲郎と親交を結び、大きな影響を受ける。
1958 年（昭和33年）　藤田桜と結婚。
1963 年（昭和38年）　イタリア政府招聘留学生に選ばれ、ローマに向かう。
ローマ美術学校に籍を置くも、以後1年間意識的に制作行為から遠ざかる。
1969 年（昭和44年）　ミラノ、アリエテ画廊と作家契約が結ばれる。
1972 年（昭和47年）　ローマ、ロンダニーニ画廊と作家契約が結ばれる。
1994 年（平成6年）　紫綬褒章を受ける。
1996 年（平成8年）　倉敷芸術科学大学芸術学部教授に就任する。
2001年（平成13年）　「全国高校生現代アートビエンナーレ」を企画し、実行委員長として大原美術館児島記念館で第1回展を催す。
2002年（平成14年）　倉敷市玉島黒崎・沙美海岸にアトリエを新築する。
2004 年（平成16年）　41 年間のローマ暮らしを引き上げ、倉敷市玉島黒崎・沙美海岸に住まいを移す。
沙美海岸のアトリエで「秀art studio」を設立する。
2005 年（平成17年）　「倉敷現代アートビエンナーレ・西日本」展を運営委員長として大原美術館児島記念館で開く。
倉敷市沙美海岸を会場に小、中学生のグループによる協同制作コンクール「Sami アートフェスト」を開催する（全10回）。
2006 年（平成18年）　夫人の藤田桜とともに「秀桜基金留学賞」設立を設立する。（全10回、28名に留学費用として賞金を授与）
2007年（平成19年）　岡山市の淳風会健康管理センター内のアートスペースで若手などの展覧会の企画、監修を始める。

## 年譜
1960 年（昭和35年） 独立美術協会 独立賞
1961年（昭和36年） 独立美術協会 独立最優秀賞
　第5回安井賞
1968 年（昭和43年） 第8回現代日本美術展 T 氏賞
1987年（昭和62年） 芸術選奨文部大臣賞
1988 年（昭和63年） 第20 回日本芸術大賞
1994 年（平成6年） 紫綬褒章
2004 年（平成16年） 第1 回マルセン文化大賞
2006 年（平成18年） 第64 回山陽新聞賞( 文化功労)
2009 年（平成21年） 岡山県三木記念賞
2010 年（平成22年） 岡山県文化賞
2012年（平成24年） 倉敷市文化章
2017年（平成29年） 平成29年度地域文化功労者（文部科学省）
2020 年（令和2年）　文化功労者
2021 年（令和3年） イタリアの星勲章コンメンダトーレ章

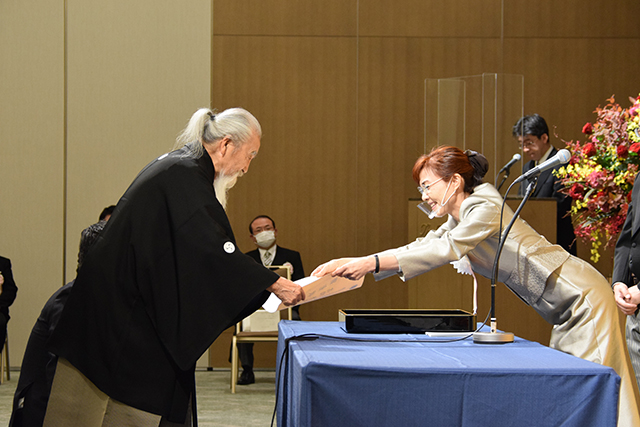
2020年11月4日、文化功労者顕彰式にて文部科学副大臣横田比奈子（右）から顕彰状を受領

## 作風
絵画作品以外に版画、モニュメント、写真など多角的に制作する。抽象的な作品ながら、その印象から「エロスの画家」と言われる。「エロス」を感じさせる簡潔な線とフォルムの2大要素で表現は高橋秀にとって必要な要素である。

## 主な展覧会
1951 年　「第19回独立美術協会展」（東京都美術館）に《築地風景》を初出品、初入選する。
1965 年　「ヨーロッパ在住日本人作家展」（ローマ日本文化会館）に出品する。
1973 年　「ヴォルテッラ’73〈環境・視覚展〉」（トスカーナ）で13世紀洗礼堂外壁の制作構成を担当する。
1976 年　「第37回ヴェネツィア・ビエンナーレ　オペレーション・アルチェヴィア生活共同体のプロジェクト展」に参加する。
1981 年　「高橋秀新作81展」が北九州市立美術館で開催される。広島県立美術館に巡回する。
1989 年　「高橋秀展　エロス・極限の赤と黒」が広島市現代美術館で開催される。京都国立近代美術館、倉敷市立美術館に巡回する。
1993 年　「高橋秀　ローマ30年展」がローマ国立近代美術館で開催される。
1997 年　「高橋秀・画家とコレクター」展がふくやま美術館で開催される。千葉県、佐倉市立美術館に巡回する。
「イタリアの7人」展が岡山県倉敷市、大原美術館で開催される。
2003年　「黄金の魂・高橋秀展」がイタリア、ジェノヴァ市エドゥアルド・キオッソーネ東洋美術館で開催される。
2010 年　「悠久への回帰・高橋秀展」が岡山県立美術館で開催される。
2011 年　「高橋秀・全版画展 1959-2011」がふくやま美 術 館で開催される。
2013 年　「高橋秀の世界　版画1959-2010展」が世田谷美術館で開催される。
2014 年　「作家の眼　高橋秀–気への形象」展が京都市美術館で開催される。
2019 年　「高橋秀+藤田桜　素敵なふたり」が東京・世田谷美術館で開催される。倉敷市立美術館、伊丹市立美術館、北九州市立美術館を巡回する。図録が国書刊行会より出版される。
2024 年　「高橋秀　創造・はるか彼方へ」が倉敷市立美術館で開催される。

## 主なパブリックコレクション
ジェノヴァ市エドゥアルド・キオッソーネ東洋美術館、ローマ国立近代美術館、マテーラ現代彫刻美術館、イマーゴ・ムンディ財団（以上、イタリア）、ローランド・ギブソン基金(アメリカ）、アテネウム美術館（フィンランド）
石川県立美術館、伊勢神宮神宮美術館、大分県立美術館、大阪中之島美術館、大原美術館、北九州市立美術館、岐阜県立美術館、九州産業大学、京都国立近代美術館、京都市京セラ美術館、倉敷市立美術館、呉市美術館、黒住教、国立国際美術館、国立国会図書館、在大阪イタリア領事館、埼玉県立近代美術館、佐倉市立美術館、山陽新聞社、しぶや美術館、市立伊丹ミュージアム、上智大学、新広島テレビ、世田谷美術館、高岡市美術館、高松市美術館、多摩美術大学、中国学園大学、東京国立近代美術館、東京都現代美術館、徳島県立近代美術館、富山県立近代美術館、新潟県立近代美術館、新潟市美術館、日南町美術館、練馬区立美術館、華鴒大塚美術館、東広島市立美術館、兵庫県立美術館、広島県立美術館、広島市現代美術館、ふくやま美術館、町田市立国際版画美術館、目黒区美術館、横浜美術館、和歌山県立近代美術館

## 主な作品

### 平面作品
《月の道》1961年　東京国立近代美術館
《日本の記憶》1964年　京都国立近代美術館
《受胎告知》1970年　京都国立近代美術館
《恍惚の瞬間》1986年　ふくやま美術館
《乱》1988年　広島市現代美術館
《出現》1993年　倉敷市立美術館

### パブリックアート作品
《浮上計画》1986年　八幡駅前広場（福岡県北九州市）　
《愛のアーチ》1988年　ふくやま美術館前庭（広島県福山市）　
《四季・春夏秋冬》1996年　ローマ地下鉄オッタヴィアーノ駅通路（イタリア、ローマ市）
《思索》1989年/2010年　川崎学園（岡山県倉敷市）

## 出版物
『エーゲ海に捧ぐ　写真集』芳賀書店,1979年
　“Shu Takahashi, 30 anni a Roma”, Edizioni De Luca, Roma, 1993
　『高橋秀＋藤田桜　素敵なふたり』国書刊行会、2019年、ISBN978-4-336-06361-8
　『高橋秀　パブリックアート』水声社、2024年、ISBN978-4-8010-0822-9

## 映画
池田満寿夫監督の映画「エーゲ海に捧ぐ」（1979年）の美術監督を担当。

## テレビ放映
- 「美の世界　いのちの賛歌」日本テレビ、1990年12月15日
- 「土曜美の朝　心にひびくフォルム」NHK総合、1997年11月1日
- 「悠久への回帰　高橋秀の世界」テレビせとうち　2010年3月21日
- 「現代美術家・高橋秀」玉島テレビ放送、2008年5月23日
- 「日曜美術館　秀と桜 海辺のアトリエ」NHK総合　2019年7月28日
- 「いのちを描くアーティスト～現代美術作家　高橋秀の挑戦～」OHK、2023年2月18日、BSフジ、2023年3月12日